# Imperi Japonès
L'Imperi Japonès (大日本帝国; Dai Nippon Teikoku) és un terme polític utilitzat per a referir-se al Japó des de la Restauració Meiji (1886) fins al final de la Segona Guerra Mundial (1945).
L'imperi començà a gestar-se quan Yoshinobu Tokugawa, 15è shogun del shogunat Tokugawa retorna el poder a l'emperador amb "El Retorn de la Sobirania" (大政奉還; Taisei Hōkan), després d'això, la Cort Imperial declara la restauració de la monarquia (王政復古; Ōsei Fukko), i amb els clans de Satsuma i Chōshū es forma la base del nou govern de Meiji. Les primeres decisions van ser liquidar el feudalisme dels "shogunats", rebatejar el país com la "Gran Nació Imperial del Sol Naixent" i s'aprova la Constitució Meiji (大日本帝国憲法 Dai Nippon Teikoku Kenpou) amb aquesta denominació l'any 1889, on l'emperador és el cap d'estat i en qui recau la sobirania del país.
Tanmateix, al país es continua utilitzant altres denominacions com ara "Japó" (日本 Nihon), "Gran Japó" (大日本 Dai Nippon), la "Gran Nació del Sol Naixent" (大日本国 Dai Nippon Koku), o l'"Imperi del Sol Naixent" (日本帝国 Nippon Teikoku); i no fou fins al 1936 que s'uniformitza l'ús del títol propi del país.
El 1946, l'any després de la fi de la Segona Guerra Mundial, a causa de la seua rendició, l'estructura política i administrativa del Japó es reestructura, i el títol del país es revisà com a "Nació del Japó" (日本国 Nihon Koku).

## Història
Amb la Gran Depressió, el Japó, com alguns altres països, es convertí al que s'ha qualificat com a sistema feixista. Encara que aquest singular sistema de govern era molt semblant al feixisme, probablement a causa de les diferències culturals, també hi havia moltes diferències entre els dos sistemes i per això s'ha anomenat nacionalisme japonès. Tanmateix, a diferència d'Adolf Hitler i de Benito Mussolini, el Japó tenia dos objectius econòmics per desenvolupar un imperi.
Primer, com els seus homòlegs europeus, neix una indústria militar domèstica estretament controlada, que permet fer el salt a l'economia de la nació renaixent enmig de la depressió. A causa de la manca de recursos a les illes del Japó per poder mantenir un sector industrial fort i amb gran creixement, les primeres matèries com el ferro, petroli i el carbó en gran part s'havien d'importar. Gran part d'aquests materials arribava dels Estats Units. Així, per l'esquema de desenvolupament militar industrial i el creixement industrial, les teories mercantilistes prevalents, feien imprescindibles les colònies. Aquestes eren necessàries per competir amb les potències europees. Corea (1910) i Formosa (Taiwan, 1895) foren annexionades molt aviat com a colònies agricultores. A més, el ferro i el carbó de Manxúria, la goma d'Indoxina i els vastos recursos de la Xina eren els principals objectius per a la indústria japonesa.
Amb pocs problemes, el Japó envaeix i conquereix Manxúria el 1931. Aparentment, el Japó ho justifica per alliberar els manxús dels xinesos, justament com en el cas de l'annexió de Corea, que era suposadament un acte de protecció. Com a Corea, s'hi instal·la un govern titella (Manxukuo). Jehol, un territori xinès que fa frontera amb Manxúria, va ser controlat el 1933.
El Japó envaeix la Xina el 1937, creant el que era essencialment una guerra de tres branques entre el Japó, els comunistes de Mao Zedong, i els nacionalistes de Chiang Kai-shek. El Japó pren el control de moltes de les costes de la Xina i de les ciutats portuàries, però evitava prudentment les colònies europees i les seves esferes d'influència. El 1936, abans de la invasió xinesa, el Japó signa un tractat anticomunista amb Alemanya.

## Confrontaments per la política d'expansionisme

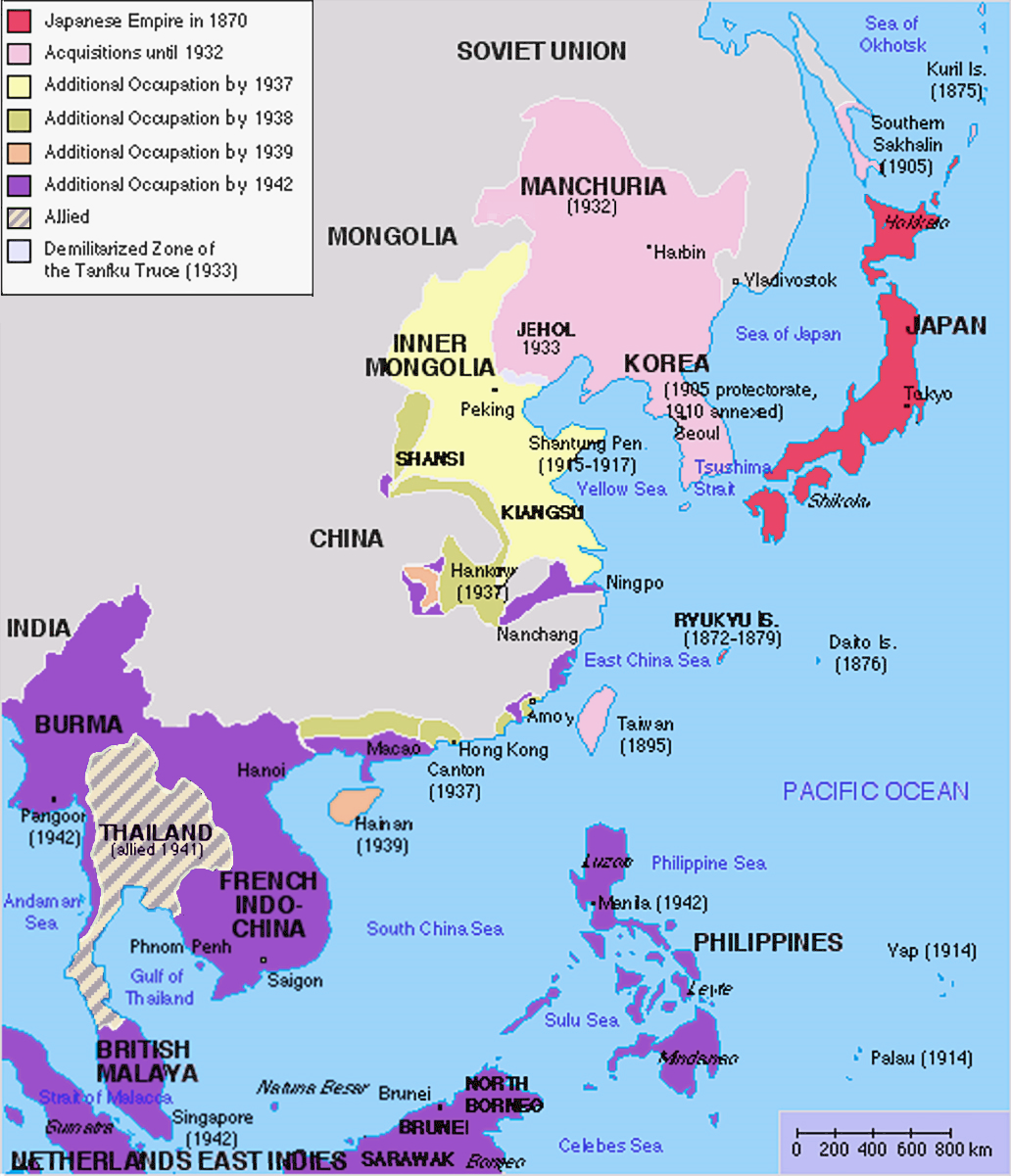
Màxima expansió de l'Imperi Japonès.

### Primera Guerra Sinojaponesa (1894–1895)
La Xina i el Japó es disputaven el control sobre Corea i va arribar a simbolitzar la degeneració i el debilitament de la dinastia Qing. Va posar de manifest l'èxit de la modernització duta a terme al Japó des de la Restauració Meiji en comparació amb la de la Xina. El Japó temia l'expansió de l'Imperi Rus a Manxúria i Corea, i tractava d'aconseguir conquestes a l'estranger seguint la ideologia nacionalista Meiji. La Dinastia Joseon de Corea tractava de preservar el seu tradicional aïllament i la relació tributària amb la Xina que, al seu torn, s'esforçava per protegir el seu principal vassall. Per primera vegada, el domini regional a l'Àsia oriental es va traslladar de la Xina al Japó; el prestigi de la dinastia Qing, juntament amb la tradició clàssica a la Xina, va sofrir un gran cop. La pèrdua humiliant de Corea com a estat tributari va provocar un clam públic sense precedents. Dins de la Xina, la derrota va ser un catalitzador d'una sèrie de trastorns polítics liderats per Sun Yat-sen i Kang Youwei, que van culminar amb la revolució Xinhai de 1911 .

### Invasió japonesa de Taiwan (1895)
La República de Formosa va ser proclamada per un grup d'alts oficials partidaris de la dinastia Qing molts dels quals van fugir després de la invasió japonesa i per membres de les classes altes locals amb l'objectiu d'intentar evitar que el Japó s'annexionés l'illa en compliment dels acords pactats al tractat de Shimonoseki. El 24 de maig del 1895 el nou govern va enviar a totes les ambaixades de l'illa una traducció en anglès de la declaració d'independència, i l'endemà mateix van fer la cerimònia oficial; durant la breu existència de la República de Formosa es van adoptar alguns símbols propis dels Estats independents, com ara els segells. Des del començament, els fundadors de la República van declarar obertament la seva lleialtat a la dinastia Qing i es van declarar vassalls de la Xina. El 29 de maig, les forces japoneses al comandament de l'almirall Motonori Kabayama van desembarcar al nord de Taiwan, i en una campanya de cinc mesos van derrotar les forces republicanes i van ocupar les principals ciutats de l'illa. La campanya va acabar efectivament el 21 d'octubre de 1895, amb la fugida de Liu Yongfu, el segon president republicà, i la rendició de la capital republicana Tainan.

### Guerra Russojaponesa
Rússia buscava un port d'aigua calenta a l'oceà Pacífic, tant per a la seva marina com per al comerç marítim. Vladivostok romania lliure de gel i operatiu només durant l'estiu; Port Arthur, una base naval de la província de Liaodong arrendada a Rússia per la dinastia Qing de la Xina des de 1897, estava operativa tot l'any. Des del final de la Primera Guerra sino-japonesa el 1895, el Japó temia la invasió russa dels seus plans de crear una esfera d'influència a Corea i Manxúria. Rússia havia demostrat una política expansionista a l'est dels Urals a Sibèria i a l'Extrem Orient des del regnat d'Ivan el Terrible al segle xvi.
El 1902, Japó va formar una aliança amb Gran Bretanya, els termes de la qual deien que si el Japó entrava en guerra a l'Extrem Orient i una tercera potència entrava en la lluita contra el Japó, Gran Bretanya vindria en ajuda dels japonesos. Això va ser un control per evitar que Alemanya o França intervinguessin militarment en qualsevol guerra futura contra Rússia. El Japó va intentar evitar la repetició de la Triple Intervenció, que el va privar de Port Arthur. Les raons britàniques per unir-se a l'aliança van ser controlar l'expansió de Rússia a l'àrea del Pacífic, per enfortir l'enfocament de Gran Bretanya en altres àrees i aconseguir un poderós aliat naval al Pacífic.
En veure Rússia com un rival, el Japó es va oferir a reconèixer el domini rus a Manxúria a canvi de reconèixer que Corea es trobava dins de l'esfera d'influència japonesa. Rússia s'hi va negar i va exigir l'establiment d'una zona d'amortiment neutral entre Rússia i el Japó a Corea al nord del Paral·lel 39° nord. El govern japonès va percebre una amenaça per als seus plans d'expansió a l'Àsia continental i va optar per anar a la guerra. Després de trencar les negociacions el 1904, la Marina japonesa va obrir hostilitats en un atac sorpresa el 9 de febrer de 1904 atacant la flota oriental russa a Port Arthur, Xina.
Tot i que Rússia va patir diverses derrotes, el tsar Nicolau II estava convençut que Rússia podia guanyar si continuava lluitant; va optar per seguir compromès amb la guerra i esperar els resultats de certes batalles navals clau. Després de sufocar l'esperança de la victòria, va continuar la guerra per preservar la dignitat de Rússia evitant una "pau humiliant". Rússia va ignorar la voluntat japonesa d'acordar un armistici al principi i va rebutjar la idea de portar la disputa a la Cort Permanent d'Arbitratge de La Haia. La guerra va acabar amb el Tractat de Portsmouth de 1905, mediatitzat pel president dels Estats Units Theodore Roosevelt. La completa victòria de l'exèrcit japonès va sorprendre els observadors internacionals i va transformar l'equilibri de poder tant a l'Àsia oriental com a l'Europa de l'Est, cosa que va provocar l'aparició del Japó com a gran potència i el declivi de Rússia en el prestigi i la influència a Europa de l'Est. La pèrdua de vides sense la victòria i la humiliant derrota per a l'Imperi rus van contribuir al creixent malestar domèstic que va culminar amb la revolució russa de 1905 i va accelerar la desintegració de l'autocràcia russa. La guerra també va suposar la primera victòria d'un país asiàtic contra una potència occidental en l'època moderna.

### Primera Guerra Mundial

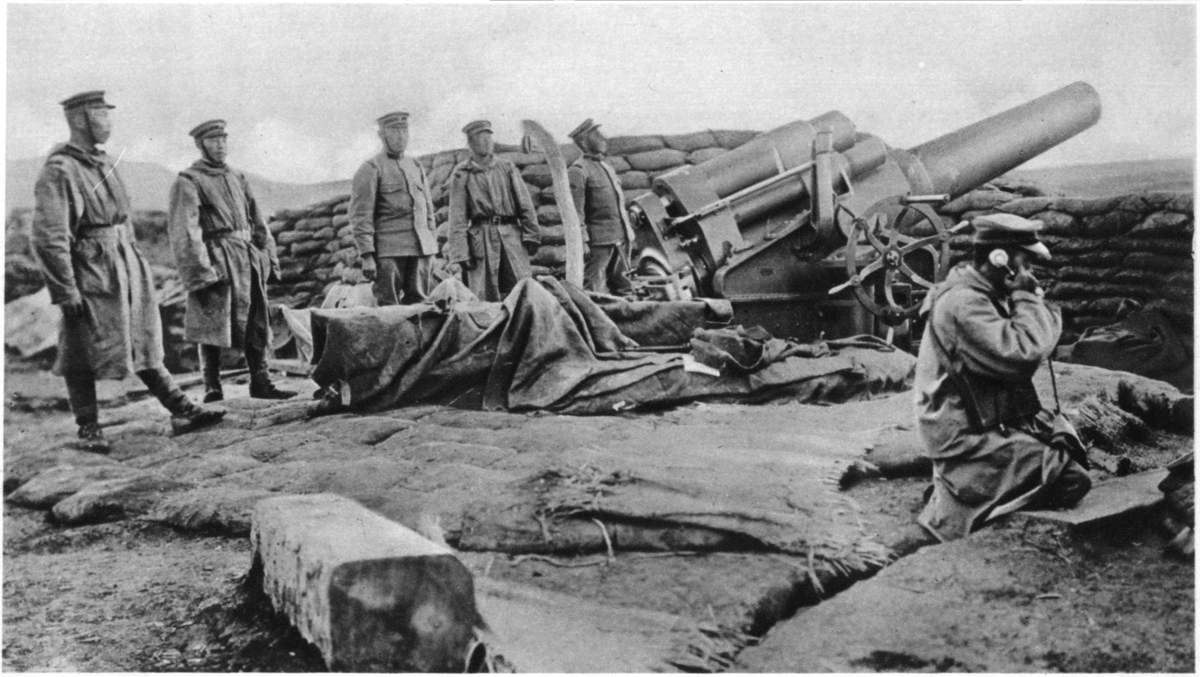
Artilleria japonesa a Tsingtao

Després de l'esclat de la guerra, l'Imperi Japonès va enviar un ultimàtum a Alemanya, demanant l'evacuació del nord-est de la Xina. Alemanya es va negar a complir-lo, de manera que el Japó va entrar en la guerra del costat dels aliats el 23 d'agost de 1914. El teatre d'operacions del Pacífic fou el conjunt d'operacions militars de la Primera Guerra Mundial que es dugueren a terme per obtenir el control de les possessions alemanyes de l'oceà Pacífic: l'arxipèlag de Bismarck, les illes Carolines, la Nova Guinea alemanya, la Samoa alemanya, les illes Marianes i les illes Marshall i la colònia de Tsingtao. La flota i tropes de desembarcament japoneses capturaren sense lluita les illes Carolines, les Marianes i les Marshall a l'octubre de 1914 i el 7 de novembre Tsintao caigué en mans japoneses. Mentrestant, a l'Oceà Pacífic també hi va haver moviments encara que no batalles d'importància. Les tropes australianes estacionades a Papua van ocupar sense problemes la Nova Guinea Alemanya, mentre que el Japó i Nova Zelanda van dirigir atacs contra les bases alemanyes a les Illes Marianes. El 1915, Japó va presentar les vint exigències que obligaven la Xina a no llogar ni cedir cap territori enfront de l'illa de Taiwan a cap país, excepte al Japó.
Al final de la guerra les illes més al nord del Pacífic d'Alemanya van entrar sota un mandat japonès de la Societat de Nacions, anomenat Mandat del Pacífic Sud. El 1919, la Xina va cedir els drets comercials de Mongòlia interior i Manxúria al Japó. La facilitat de la victòria japonesa, l'impacte negatiu de la recessió del període Shōwa, i la inestabilitat política interna van ajudar a l'auge del militarisme japonés en les dècades de 1920 i 1930.

### Intervenció japonesa a Sibèria
La intervenció japonesa a Sibèria va consistir en l'enviament de forces militars japoneses a les províncies marítimes russes com a part d'un gran esforç de les potències occidentals i del Japó per donar suport a l'Exèrcit Blanc en contra de l'Exèrcit Roig durant la Guerra Civil Russa. Les forces militars japoneses van desplegar uns 70.000 soldats que van ocupar ciutats i pobles russos a al krai de Primórie entre 1918 i 1922 i van patir 1.399 morts i altres 1.717 morts per malalties.

### Invasió japonesa de Manxúria
Manxúria va estar sota una forta influència russa a causa de la construcció del ferrocarril a Vladivostok. Japó va reemplaçar aquesta influència russa després de la guerra russo-japonesa de 1904, i va instal·lar la línia Mandchou Sud en 1906 fins a Port Arthur (en japonès; Ryojun). Entre la Primera i la Segona Guerra Mundial, Manxúria es transformà en un camp de batalla política i militar. La influència japonesa s'estén després del caos de la Revolució Russa, però l'URSS va reprendre parcialment el control a partir de 1925. La industrialització i militarització en curs del Japó havien comportat una creixent dependència de les importacions de petroli i metalls dels Estats Units, però les sancions que van impedir el comerç amb els Estats Units van donar com a resultat que el Japó afavorís la seva expansió al territori de la Xina i el sud-est asiàtic.
La Gran Depressió generà pobresa al camp i atur a les ciutats. Tot i que van aparèixer moviments d'esquerra i de treballadors, al Japó encara foren més importants els moviments nacionalistes. Molts joves, molestos pels escàndols de corrupció, s'uniren a l'Exèrcit o a la Marina Imperial, en ser incapaços de donar suport a una revolta comunista contra l'Emperador. Aquests joves oficials van constituir un poder polític oposat al poder civil, cada cop més independent d'aquest darrer, arribant fins i tot a assassinar al Senyor de Manxúria Zhang Zuolin el 1928 i a envair aquesta regió el 18 de setembre de 1931, immediatament després de l'incident de Mukden sense notificar-ho al govern de Tokyo. Al final de la guerra, el febrer de 1932, els japonesos van establir l'estat titella de Manxukuo i Pu Yi fou nomenat pels japonesos el seu governant. La ocupació va durar fins a l'èxit de la Unió Soviètica i Mongòlia amb l'operació ofensiva estratègica de Manxúria a mitjans d'agost de 1945, cap al final de la Segona Guerra Mundial.
Com que la invasió va atreure una gran atenció internacional, la Societat de Nacions va crear la Comissió Lytton per avaluar la situació, i l'organització va presentar les seves conclusions a l'octubre de 1932. Les seves troballes i recomanacions que el titella japonès L'estat de Manxúkuo no va ser reconegut i el retorn de Manxúria a la sobirania xinesa va provocar que el govern japonès es retirés de la Societat de Nacions.

### Segona Guerra sino-japonesa
El govern civil de Tòquio va intentar minimitzar la invasió japonesa de Manxúria i va anunciar retirava l'exèrcit imperial japonès, però l'exèrcit va completar la conquesta de Manxúria, i el gabinet civil va dimitir. Els partits polítics estaven dividits pel que fa a l'expansió militar i el primer ministre Inukai Tsuyoshi va intentar negociar amb la Xina, però va ser assassinat en l'incident del 15 de maig de 1932, que va inaugurar una era de nacionalisme i militarisme liderat per l'exèrcit i recolzat per altres societats de dretes. El nacionalisme de l'exèrcit va acabar amb el domini civil al Japó fins després de 1945.
L'Exèrcit, però, estava dividit en faccions amb diferents punts de vista estratègics. Una facció considerava la Unió Soviètica com el principal enemic; l'altre pretenia construir un poderós imperi amb seu a Manxúria i el nord de la Xina. L'Armada, tot i que més petita i menys influent, també es va dividir en faccions. La guerra a gran escala, coneguda com la Segona Guerra sino-japonesa, va començar l'agost de 1937, amb atacs navals i d'infanteria centrats a Xangai, que ràpidament es va estendre a altres grans ciutats. Hi va haver nombroses atrocitats a gran escala contra civils xinesos, com la massacre de Nanquín el desembre de 1937, amb assassinats i violacions massives. El 1939 els fronts s'havien estabilitzat amb el Japó controlant gairebé totes les principals ciutats i àrees industrials xineses, i es va establir un govern titella. Als Estats Units, el govern i l'opinió pública, fins i tot els que eren aïllacionistes pel que fa a Europa, es van oposar decididament al Japó i van donar un fort suport a la Xina.
El 1939, les forces japoneses van intentar entrar a l'Extrem Orient soviètic des de Manxúria. Van ser fortament derrotats a la batalla de Khalkhin Gol per una força mixta soviètica i mongol dirigida per Georgy Zhukov. Això va aturar l'expansió japonesa cap al nord i els militaristes van dirigir la seva atenció a les colònies europees del sud.
El setembre de 1940, el Japó va decidir tallar l'única línia terrestre de la Xina amb el món exterior apoderant-se de la Indoxina francesa, que en aquell moment estava controlada per la França de Vichy. Les forces japoneses van trencar el seu acord amb l'administració de Vichy i van esclatar els combats, que van acabar amb una victòria japonesa. El 27 de setembre el Japó va signar una aliança militar amb Alemanya i Itàlia, convertint-se en una de les tres principals potències de l'Eix. A la pràctica, hi va haver poca coordinació entre Japó i Alemanya fins a 1944, moment en què els EUA estaven desxifrant la seva correspondència diplomàtica secreta. L'ajuda soviètica a la Xina va acabar com a resultat de la signatura del pacte de Neutralitat l'abril de 1941. al començament de la seva guerra contra Alemanya ja

### Segona Guerra Mundial
Després de tensions prolongades entre el Japó i les potències occidentals, durant el matí del 7 de desembre de 1941, avions japonesos procedents d'un portaavions van atacar la base naval nord-americana de Pearl Harbor, a l'illa Oahu de Hawaii. Els americans van ser agafats completament per sorpresa i van patir a prop de 2.400 baixes. Vuit cuirassats i altres vaixells menors van ser enfonsats o danyats severament. Tanmateix, dels portaavions americans que aquell dia no estaven al port, els dipòsits de combustible i les instal·lacions de reparació de vaixells van escapar a l'atac. El mateix dia 7, el Japó (en aquell temps, l'Imperi japonès) va declarar la guerra als Estats Units i al Regne Unit, declaració que va ser resposta l'endemà mateix per americans, britànics i també australians. El dia 11 de desembre, Alemanya va declarar la guerra als EUA, tot i que segons el pacte Tripartit de 1940 no hi estava obligada. A partir de llavors, la guerra que fins a aquell moment s'havia limitat a Europa i a Àfrica, es va estendre també a l'Àsia i al Pacífic convertint-se en una verdadera guerra mundial.
De forma simultània a l'atac a Pearl Harbor, els japonesos van començar la invasió de les colònies britàniques de Hong Kong i Malàisia, de la colònia holandesa de les Índies orientals (que es correspon, aproximadament, amb l'actual Indonèsia) i de les possessions americanes de les Filipines i de les illes de l'oceà Pacífic com Guam i Wake. Paral·lelament, les forces japoneses van envair el sud i l'est de Tailàndia i es van resistir durant diverses hores, abans que el govern tailandès signés un armistici i entrés en una aliança amb el Japó.

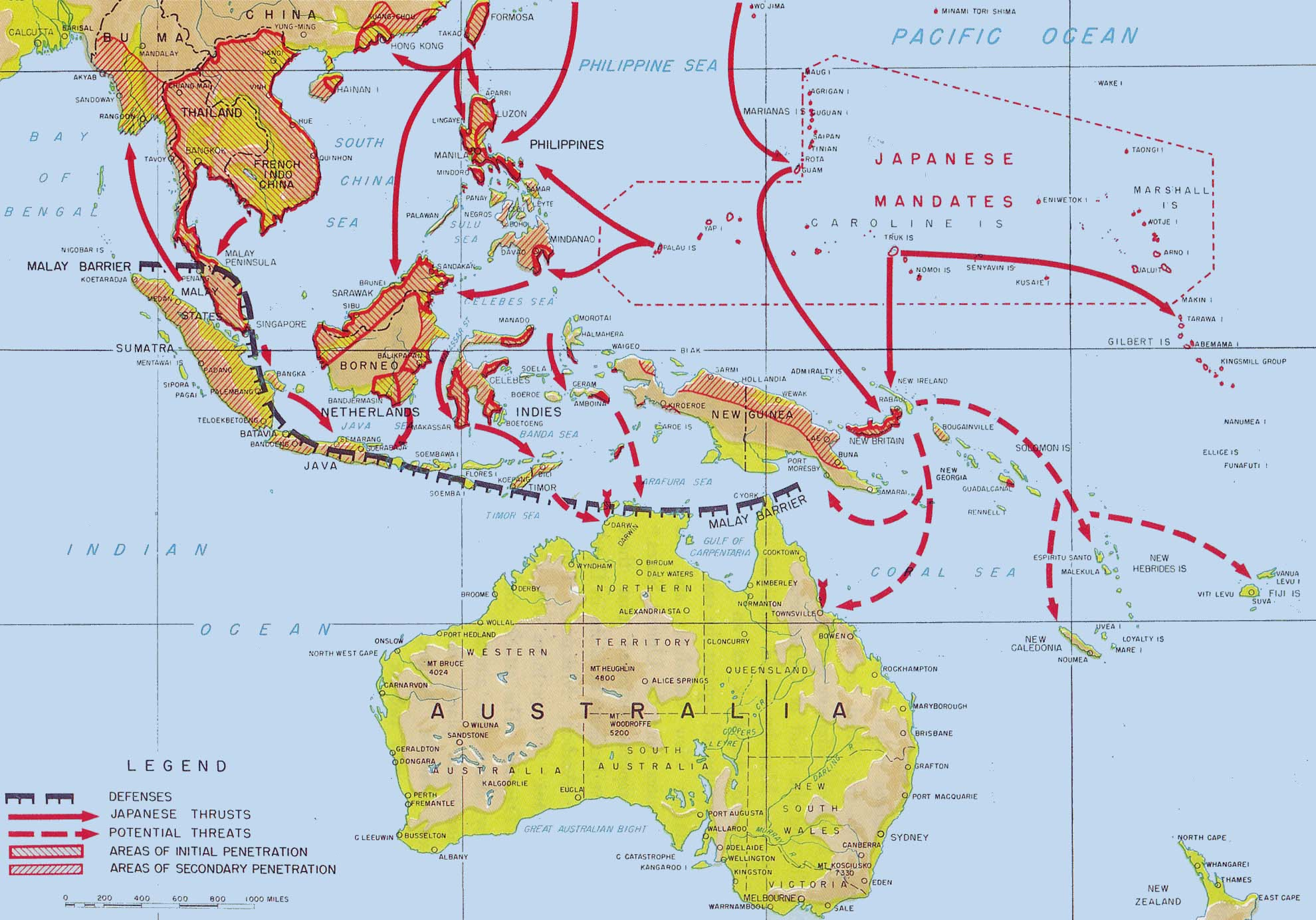
Mapa dels avenços de l'Imperi Japonès per tot el Sud-Est del Pacífic des del desembre de 1941 fins a l'abril de 1942

L'expansió japonesa pel sud-est asiàtic va durar fins a mitjan 1942 i es va estendre a llocs tan allunyats entre si com Birmània, les Illes Salomó i les Illes Aleutianes. A Nova Guinea, l'objectiu dels japonesos era conquerir Port Moresby per després poder atacar Austràlia. Tanmateix, els plans japonesos es van veure frustrats, primer en la batalla del mar del Corall del 4 al 8 de maig, on una flota nord-americana els va impedir desembarcar tropes a l'illa, i després a la pista de Kokoda, on durant els mesos d'agost i setembre japonesos, americans i australians es van enfrontar enmig de la jungla. Després d'aconseguir arribar a només 50 km de Port Moresby, la falta de reforços i de material va obligar els japonesos a retrocedir i a abandonar definitivament els seus plans. Després de la Batalla del mar del Corall van ser frenats pels aliats en les batalles de Midway, el punt d'inflexió de la Guerra del Pacífic, Nova Guinea i Guadalcanal.
L'illa de Guadalcanal, a l'arxipèlag de les Illes Salomó, estava ocupada pels japonesos des del juliol de 1942. Els americans hi van desembarcar el 7 d'agost. A partir de llavors, Guadalcanal i les seves aigües es van convertir en el centre de nombrosos combats terrestres, navals i aeris. Els japonesos no van poder resistir el ritme de baixes i el gener de 1943 es va ordenar l'evacuació de l'illa. Després d'aquestes derrotes, els japonesos van perdre totalment la iniciativa i es van limitar a defensar els territoris ja ocupats.
Després d'haver aturat l'expansió japonesa pel Pacífic, els aliats van passar a l'atac. A la fi de juny de 1943, va començar una campanya per aïllar la important base japonesa de Rabaul a l'illa de Nova Bretanya. Es van atacar simultàniament les bases japoneses a Nova Guinea, seguint la costa nord de l'illa en direcció nord-oest i es van realitzar atacs amfibis a les Illes Salomó. La bona marxa de l'operació va permetre que a la fi de 1943 tropes nord-americanes desembarquessin a la mateixa illa de Nova Bretanya. Pel mateix temps, però a milers de quilòmetres d'allí, els americans van expulsar els japonesos dels atols de Tarawa i Makin, a les Illes Gilbert.
El 8 de març de 1944 els japonesos van intentar una invasió parcial de l'Índia, llavors colònia britànica, des de les seves posicions avançades a Birmània. L'atac japonès va aconseguir assetjar la ciutat d'Imphal i tallar les comunicacions amb la propera ciutat de Kohima. Tanmateix, després d'uns mesos de dura batalla sense més avanços, l'exèrcit japonès es va quedar sense subministraments i va haver de retirar-se. Els japonesos van patir vora 55.000 baixes, la pitjor derrota de la seva història.
L'avanç de l'exèrcit dels Estats Units pel Pacífic va continuar amb la conquesta de les Illes Marshall el febrer de 1944. Molt més important va ser la conquesta de les Illes Mariannes (juny-agost), i especialment l'illa de Saipan, ja que la possessió d'aquesta illa va permetre als americans establir bases aèries avançades des d'on bombardejar el mateix territori japonès. La reacció japonesa a l'ocupació de Saipan va ser la Batalla del mar de les Filipines (19-20 de juny). L'armada japonesa va utilitzar tots els portaavions que li quedaven i un gran nombre d'avions per a expulsar els americans de les Mariannes, però la batalla se'ls va girar en contra i van patir una dolorosa derrota de la qual ja no es podrien recuperar. El pas següent dels americans va ser la invasió de les Filipines, que va començar el 20 d'octubre amb la invasió de l'illa de Leyte i que va anar seguida de la batalla del golf de Leyte, en què els japonesos van utilitzar atacs kamikazes per primera vegada.
A la fi de 1944, els britànics, amb el suport de l'exèrcit xinès, van iniciar la reconquesta de Birmània. Des de l'Índia i des de les zones no ocupades al nord-oest del país, l'atac principal es va concentrar en la captura de Mandalay (20 de març de 1945). Des d'aquí va començar la cursa cap a Yangon, la capital del país, que va ser capturada el 2 de maig mitjançant un atac amfibi. Això va posar punt final a l'ocupació japonesa de Birmània. El gener, els americans van desembarcar a Luzón, l'illa més gran de les Filipines. Manila, la capital, va ser capturada el 3 de març. La conquesta completa de les Filipines no va acabar fins al juliol, però mentrestant els americans ja es van concentrar en el seu pròxim objectiu, l'illa d'Iwo Jima (19 de febrer-26 de març). La importància d'aquesta illa radicava en el fet que, des d'allí, els avions caces americans podien donar protecció als B-29 que bombardejaven les ciutats japoneses. Tanmateix, aquesta illa ja es considerava territori japonès i la defensa japonesa va ser especialment acarnissada contra els marines americans. La següent illa envaïda va ser Okinawa (1 d'abril-21 de juny), on el nombre de baixes americanes va ser igualment gran.
Tot i que encara quedaven moltes bosses de resistència japonesa escampades pel Pacífic i el sud-est asiàtic, l'alt comandament nord-americà ja tenia planejada la invasió del Japó, prevista per al mes de novembre. Tanmateix, la dura resistència japonesa a Iwo Jima i a Okinawa feien presagiar una campanya molt dura per als americans. El mes de juliol de 1945, el projecte Manhattan va finalitzar la construcció de la primera bomba atòmica. El president dels Estats Units, Harry S. Truman, va justificar la utilització d'aquesta nova arma per obligar el Japó a rendir-se immediatament. El 6 d'agost de 1945, la primera bomba atòmica amb finalitats bèl·liques va explotar sobre la ciutat japonesa d'Hiroshima; la va destruir per complet i va provocar uns 75.000 morts i un nombre encara més gran de ferits. Com que el govern japonès no es va rendir immediatament, el 9 d'agost una altra bomba va ser llançada sobre Nagasaki, que provocà una mortaldat i una destrucció semblants. El 8 d'agost, exactament tres mesos després de la fi de la guerra a Europa i complint el pacte acordat amb els aliats en la conferència de Jalta, la Unió Soviètica va declarar la guerra al Japó i va envair Manxúria. El 15 d'agost, l'emperador del Japó Hirohito va prendre la decisió d'anunciar per ràdio la rendició del país, tot i que una part del govern japonès estava decidit a continuar lluitant. La rendició oficial del Japó es va signar el 2 de setembre. Això va significar el final de la Segona Guerra Mundial, tot i que algunes unitats japoneses aïllades van continuar lluitant algunes setmanes més.
En la majoria de campanyes de la Guerra del Pacífic, les malalties i la fam es van cobrar més vides japoneses que l'acció de l'enemic. La majoria de les tropes japoneses ni tan sols van entrar en contacte amb les forces aliades i, en canvi, simplement van ser tallades i sotmeses a un bloqueig efectiu per part de les forces navals aliades. Les guarnicions van ser eficaçment assetjades i se'ls va negar els enviaments d'aliments i subministraments mèdics.

### Final de l'imperi
Després de la Segona Guerra Mundial va seguir un període conegut com al Japó ocupat, encapçalat en gran manera pel general de l'exèrcit nord-americà Douglas MacArthur per revisar la constitució japonesa i desmilitaritzar la nació. L'ocupació aliada, inclosa l'assistència econòmica i política concurrent, va continuar fins al 1952. Les forces aliades van ordenar al Japó que abolís la Constitució Meiji i fes complir la Constitució del Japó de 1947. Aquesta nova constitució va ser imposada pels Estats Units sota la supervisió de MacArthur, qui va incloure la famosa renúncia expressa al dret de declarar la guerra, en el capítol 9.
Després de l'adopció de la constitució de 1947, l'Imperi del Japó es va dissoldre i es va convertir simplement en l'estat del Japó, i es van perdre tots els territoris com Taiwan, Corea, Karafuto i Kwantung. El Japó va quedar reduït als territoris que tradicionalment estaven dins de l'àmbit cultural japonès abans de 1895: les quatre illes principals (Honshu, Hokkaido, Kyushu i Shikoku), les illes Ryukyu i les illes Nanpō. Les illes Kurils, que van pertànyer al Japó des del període Edo, no van ser incloses a causa d'una disputa amb la Unió Soviètica.
El Japó va adoptar un sistema polític basat en el parlament, i el paper de l'emperador es va convertir en simbòlic. Les forces d'ocupació nord-americanes eren totalment responsables de protegir el Japó de les amenaces externes. El Japó només tenia una petita força policial per a la seguretat domèstica i estava sota el control exclusiu dels Estats Units, sent l'única vegada que ha estat ocupat per una potència estrangera.

## Cronologia
- 25 de desembre de 1926: Mort de l'emperador Taishō.[40]
- 20 d'abril de 1927: Tanaka Giichi és nomenat primer ministre
- 10 de novembre de 1928: Hirohito és formalment el nou emperador.
- 2 de juliol de 1929: Hamaguchi Osachi és nomenat primer ministre.
- 14 de novembre de 1930: Hamaguchi és ferit en un intent d'assassinat.
- 1931: Hamaguchi mor i Wakatsuki Reijiro és nomenat primer ministre (14 d'abril). El Japó ocupa Manxúria després de l'Incident de Mukden (18 de setembre). Inukai Tsuyoshi és nomenat primer ministre el (13 de desembre) i incrementa els fons per als militars a la Xina.
- 1932: Després d'un atac a monjos japonesos a Shanghai el 18 de gener, les forces japoneses ataquen la ciutat (29 de gener). Manxukuo s'estableix amb Henry Pu Yi com a emperador (29 febrer). Inukai és assassinat durant un intent de cop i Saito Makoto esdevé primer ministre (15 de maig). El Japó és censurat per la Societat de Nacions (7 de desembre).
- 1933: El Japó deixa la Societat de Nacions (27 de març).
- 1934: Okada Keisuke esdevé primer ministre (8 de juliol). El Japó es retira del Tractat Naval de Washington (29 de desembre).
- 1936: Intent de cop d'estat (Incident del 26 de febrer). Hirota Koki esdevé primer ministre el (9 març). El Japó signa el primer pacte amb Alemanya (25 de novembre) i ocupa Tsingtao (3 de desembre). Mengchiang s'estableix a Mongòlia interior.
- 1937: Hayashi Senjuro és nomenat primer ministre (2 de febrer). El Príncep Konoe Fumimaro és nomenat primer ministre (4 de juny). Incident del pont Marco Polo (7 de juliol).[41] El Japó captura Pequín (31 de juliol). Les tropes japoneses ocupen Nanjing (13 de desembre), comença la massacre de Nanjing.
- 1938: Batalla de Taierzhuang (24 de març). Canton es rendeix a les forces japoneses (21 d'octubre).
- 1939: Hiranuma Kiichiro esdevé primer ministre (5 de gener). Abe Nobuyuki esdevé primer ministre (30 d'agost).
- 1940: Yonai Mitsumasa esdevé primer ministre (16 de gener). Konoe esdevé primer ministre per segon cop el (22 de juliol). Ofensiva dels cent regiments (agost-setembre). El Japó ocupa Indoxina i se signa el Pacte Tripartit (27 de setembre).
- 1941: El general Hideki Tojo esdevé primer ministre (18 d'octubre). Les forces navals japoneses ataquen Pearl Harbor, Hawaii (7 de desembre), obligant els Estats Units a declarar la guerra al Japó el 8 de desembre. El Japó conquereix Hong Kong (25 de desembre).
- 1942: Singapur es rendeix (15 de febrer). El Japó bombardeja Austràlia (19 de febrer).[42] Raid Doolittle a Tòquio (18 d'abril). Batalla del Mar del Corall (4 - 8 de maig). Estats Units i les forces filipines es rendeixen el 8 de maig en la batalla de les Filipines. El Japó és derrotat en la batalla de Midway (4 de juny). Victòria aliada en la batalla de la Badia de Milne (5 de setembre).
- 1943: Victoria aliada en la batalla de Guadalcanal (9 de febrer). El Japó és vençut a la batalla de Tarawa (23 de novembre).
- 1944: Tojo renuncia i Koiso Kuniaki esdevé primer ministre (22 de juliol).
- 1945: bombarders dels Estats Units comencen a bombardejar la majoria de ciutats japoneses. El Japó cau derrotat en la batalla d'Iwo Jima (26 de març). L'almirall Suzuki Kantaro esdevé primer ministre (7 d'abril). Japó cau derrotat en la batalla d'Okinawa (21 de juny). Estats Units llança les bombes atòmiques sobre Hiroshima (6 d'agost) i Nagasaki (9 d'agost). El Japó es rendeix (15 d'agost): comença l'ocupació aliada.